# Downtempo
Il Downtempo, o Downbeat (a volte usato come sinonimo di Trip hop), è un genere di musica elettronica simile alla musica ambientale, ma solitamente con più enfasi su ritmi e groove. Il tempo e i riff di batteria possono variare da pezzo a pezzo. Il ritmo può essere calmo o semplice. Tuttavia a volte i beat si fanno più complicati ed importanti piuttosto che restare sullo sfondo, ma anche in questi casi essi rimangono in genere meno accentuati che in altri generi di musica elettronica come l'house.

## Storia
Gli anni novanta hanno portato un'ondata di musica con ritmo più lento che veniva suonato nelle cosiddette chillout rooms - le zone di relax dei club o le sezioni dedicate agli eventi di musica elettronica. Il downtempo è nato a Ibiza, quando DJ e promoter hanno portato un sound con ritmo più lento e musica elettronica meno aggressiva ideale per le ore prima dell'alba.
Nei tardi anni ottanta, il trip hop era emerso a Bristol, combinando elementi di ritmo hip hop, break e atmosfere ambient ad un tempo più lento. Alla fine degli anni 90 è nato un genere di musica elettronica strumentale più melodica, incorporante suoni acustici con stili elettronici sotto il nome di downtempo.
Nei tardi anni novanta, il duo austriaco Kruder & Dorfmeister ha reso popolare lo stile con i suoi remix in downtempo di brani pop, hip-hop e drum and bass con influenze del jazz e del soul anni settanta. I britannici Steve Cobby e Dave McSherry, noti sotto il nome di Fila Brazillia, hanno pubblicato una manciata di album downtempo, electronica e ambient techno che hanno spinto lo stile ancora più in là. Nel frattempo, i nativi di Washington D.C. Eric Hilton e Rob Garza, meglio conosciuti come Thievery Corporation, hanno introdotto il sound brasiliano nel loro stile dopo aver elaborato la musica di Antonio Carlos Jobim, e arricchendolo ulteriormente combinando elementi di dub e raggae giamaicani.
Nel 2010 il "downtempo pop" è stato descritto da The Atlantic come una varietà di stili musicali degli anni 2000 caratterizzati da ritmi morbidi, sintetizzatori vintage e melodie lo-fi. In altre parole, un termine complessivo che include chillwave, glo-fi e hypnagogic pop.
Oggi gli artisti più famosi sono Kruder & Dorfmeister, Mr. Scruff, Bonobo, Tosca, Thievery Corporation, Röyksopp, Gotan Project, AIR, Four Tet, Moby e Zero 7.